# かぐやのまにまに
『かぐやのまにまに』は遠藤ユウによる日本の漫画作品。『月刊Gファンタジー』（スクウェア・エニックス）にて連載されていた。

## 単行本
1. 2011年10月27日 ISBN 978-4-7575-3403-2